# ناجورهاگ

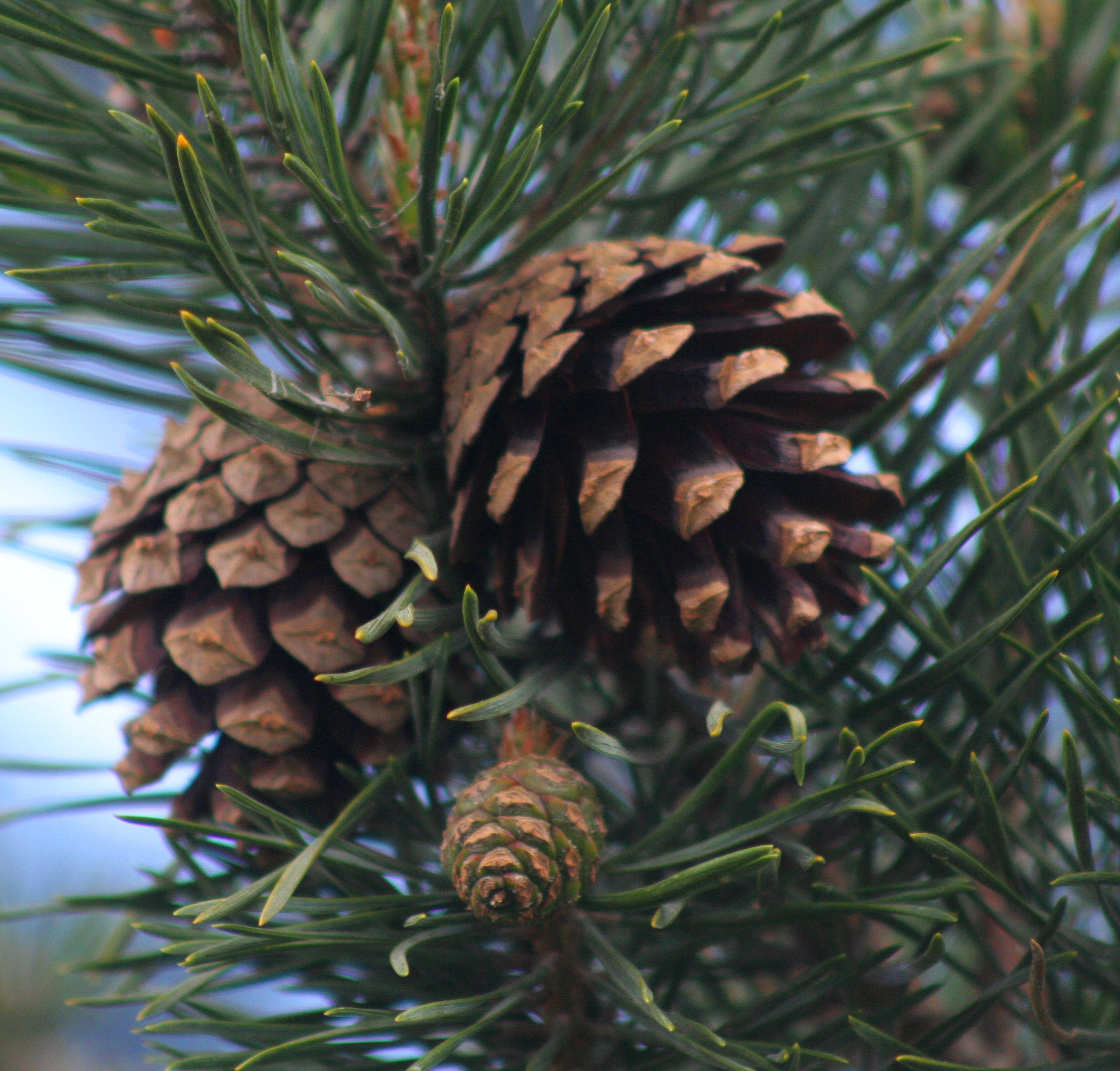
مخروط کاج ماده (مخروطیان) بزرگ‌هاگ این گیاه ناجورهاگ را تولید می‌کند.

ناجورهاگ (انگلیسی: Heterospory)، تولید هاگ‌هایی با دو اندازه و جنس مختلف توسط هاگ‌رُست گیاهان زمینی است. کوچکتر آن ریزهاگ، نر و بزرگتر آن بزرگ‌هاگ ماده است. ناجورهاگ در طول دوره دوونین از برابرهاگ به‌طور مستقل در چندین گروه گیاهی فرگشت یافته است: پنجه‌گرگ‌ویسان، سرخس‌ها از جمله زیررده دم‌اسبی‌ها، و پروگیمنوسپرم (Progymnosperm). این به‌عنوان بخشی از فرآیند فرگشت زمان‌بندی تمایز جنسی رخ داد.

## خاستگاه ناجورهاگ

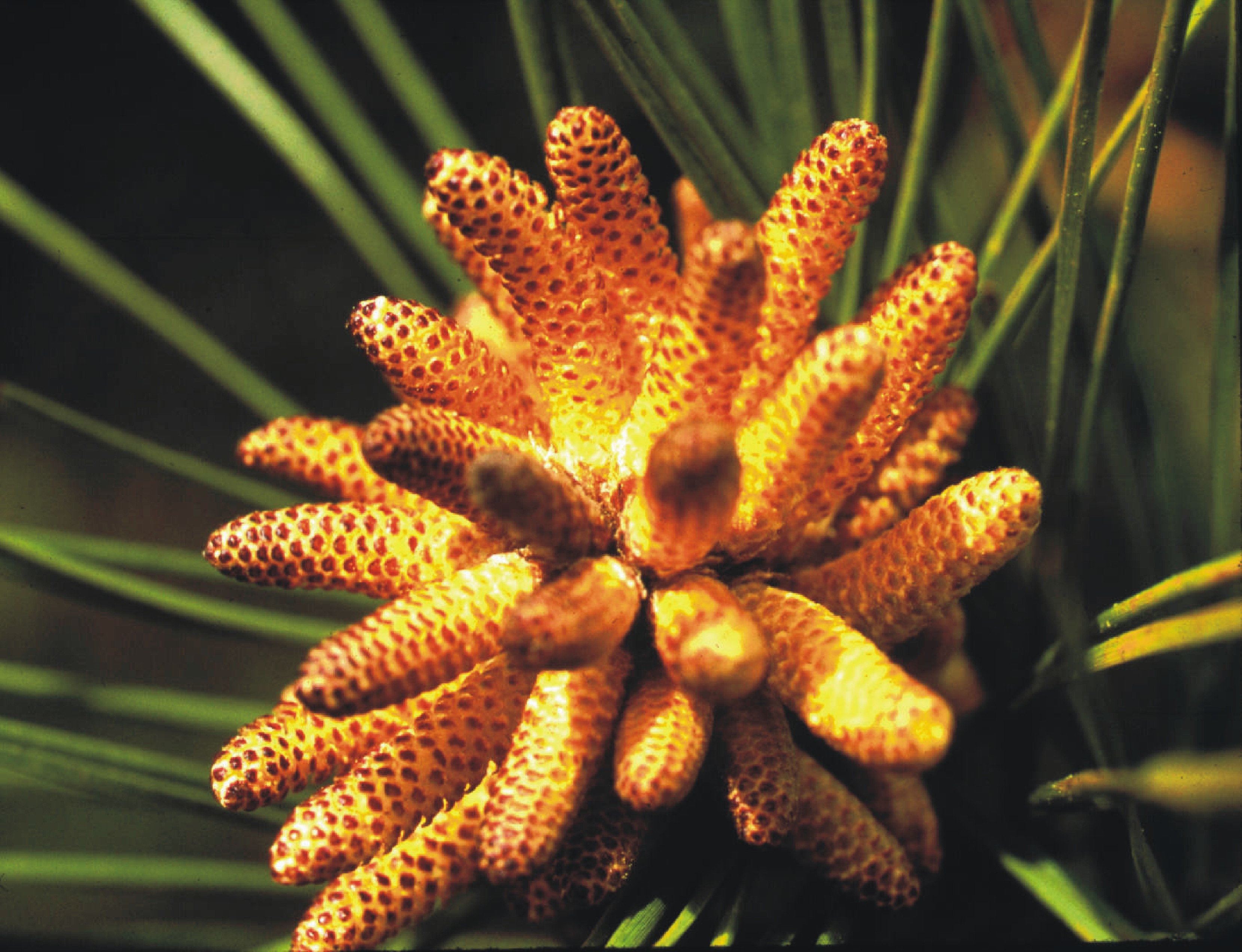
مخروط کاج نر (مخروطیان) ریزهاگ این گیاه ناجورهاگ را تولید می‌کند.

ناجورهاگ به‌دلیل انتخاب طبیعی که منجر به افزایش اندازه تکثیر در مقایسه با هاگ‌های کوچکتر گیاهان جورهاگ می‌شود، فرگشت یافته است. گیاهان ناجورهاگ، مشابه گیاهان نابرابرهاگ، دو هاگ با اندازه‌های مختلف را در هاگدان جداگانه تولید می‌کنند که به گامتوفیت‌های نر و ماده جداگانه تبدیل می‌شوند.
پیشنهاد شده است که ظهور گیاهان ناجورهاگ با جداسازی هاگدان آغاز شد، که امکان توسعه دو نوع هاگ مختلف را فراهم کرد. هاگ‌های کوچک متعددی که به راحتی پراکنده می‌شوند، و هاگ‌های کمتر و بزرگتر که حاوی منابع کافی برای حمایت از نهال در حال رشد هستند. در طول دوره دوونین گونه‌های زیادی وجود داشت که از رشد عمودی برای جذب نور خورشید بیشتر استفاده می‌کردند.
ناجورهاگ و هاگدان جداگانه احتمالاً در پاسخ به رقابت برای نور فرگشت یافته‌اند. انتخاب مخرب درون گونه‌ها منجر به وجود دو جنس مجزا از گامت یا حتی کل گیاه شد. این ممکن است ابتدا منجر به افزایش اندازه هاگ شود و در نهایت منجر به تولید بزرگ‌هاگ بزرگتر و همچنین ریزهاگ کوچکتر توسط گونه‌ها شود.
ناجورهاگ از این جهت سودمند است که داشتن دو نوع مختلف هاگ احتمال تولید موفقیت‌آمیز گیاهان را افزایش می‌دهد. هاگ‌های ناجورهاگ می‌توانند به‌طور مستقل به انتخاب با شرایط بوم‌شناسی پاسخ دهند تا عملکرد تولیدمثلی نر و ماده را تقویت کنند. ناجورهاگ بارها از جورهاگ فرگشت یافت، اما گونه‌هایی که برای اولین‌بار در آن ظاهر شد اکنون منقرض شده‌اند.
تصور می‌شود که ناجورهاگ در دوران دوونین، بیشتر در مکان‌های مرطوب و نمناک بر اساس شواهد فسیلی پدیدار شده است. علاوه بر اینکه نتیجه رقابت برای نور است، تصور می‌شود که ناجورهاگ در مناطق مرطوب‌تر موفق‌تر بود، زیرا بزرگ‌هاگ می‌توانست راحت‌تر در یک محیط آبی حرکت کند در حالی که ریزهاگ‌ها به راحتی توسط باد پراکنده می‌شوند. در بسیاری از گونه‌های گیاهی فسیل شده، هاگ‌های با اندازه‌های متفاوت مشاهده شده است.
برای نمونه، گونه پولک‌درخت‌ در فسیل‌ها نشان داده شده است که ناجورهاگ بوده است. گیاهان ناجورهاگ مدرن مانند بسیاری از سرخس‌های درون‌هاگ را نشان می‌دهند، که در آن یک مگاگامتوفیت توسط یک میکروگامتوفیت در حالی که هنوز داخل دیواره هاگ است بارور می‌شود و مواد مغذی را از داخل هاگ به‌دست می‌آورد. به نظر می‌رسد هر دو ناجورهاگ و درون‌هاگ یکی از بسیاری از پیش‌سازهای گیاهان بذری و تخمدان باشند. گیاهان ناجورهاگ که بذر تولید می‌کنند موفق‌ترین و گسترده‌ترین زادگان آنها هستند. گیاهان بذری بزرگترین زیربخش گیاهان ناجورهاگ را تشکیل می‌دهند.

## ریزهاگ‌ها و بزرگ‌هاگ‌ها
ریزهاگ‌ها هاگ‌های هاپلوئیدی هستند که در گونه‌های درون‌هاگ حاوی گامتوفیت نر هستند که توسط باد، جریان‌های آب یا ناقل‌های حیوانی به بزرگ‌هاگ‌ها منتقل می‌شوند. ریزهاگ‌ها تاژک‌دار نیستند و بنابراین قادر به حرکت فعال نیستند. ریخت‌شناسی ریزهاگ شامل ساختارهای دو جداره خارجی است که سیتوپلاسم متراکم و هسته مرکزی را احاطه کرده است.
بزرگ‌هاگ‌ها حاوی گامتوفیت‌های ماده در گونه‌های گیاهی ناجورهاگ هستند. آنها مامه‌دان را که سلول‌های تخمی را تولید می‌کنند ایجاد نموده  و توسط اسپرم گامتوفیت نر با منشاء ریزهاگ بارور می‌شوند. این منجر به تشکیل یک زیگوت دیپلوئید بارور شده که به جنین  هاگ‌رُست تبدیل می‌شود. در حالی که گیاهان ناجورهاگ بزرگ‌هاگ‌های کمتری تولید می‌کنند، به‌طور قابل توجهی بزرگتر از همتایان نر خود هستند.
در گونه‌های برون‌هاگ، هاگ‌های کوچکتر به گامتوفیت‌های نر زنده آزاد و هاگ‌های بزرگتر به گامتوفیت‌های ماده زنده آزاد جوانه می‌زنند. در گونه‌های درون‌هاگ، گامتوفیت‌های هر دو جنس بسیار کاهش یافته و در داخل دیواره هاگ قرار دارند. ریزهاگ‌های هر دو گونه برون‌هاگ و درون‌هاگ دارای هاگ آزاد هستند که توسط باد، آب یا ناقل حیوانی توزیع می‌شوند، اما در گونه‌های درون‌هاگ بزرگ‌هاگ‌ها و مگاگامتوفیت‌های موجود در داخل توسط فاز هاگ‌رُست حفظ و تغذیه می‌شوند. بنابراین گونه‌های درون‌هاگ معمولاً دوپایه‌اند، وضعیتی که باعث ایجاد برون‌سپاری می‌شود. برخی از گونه‌های برون‌هاگ، ریزهاگ و بزرگ‌هاگ را در یک هاگدان تولید می‌کنند، وضعیتی که به‌عنوان جورهاگدان شناخته می‌شود، در حالی که در برخی دیگر، ریزهاگ و بزرگ‌هاگ در هاگدان جداگانه (ناجورهاگدان) تولید می‌شوند. اینها ممکن است هر دو روی یک هاگ‌رُست تک پایه یکسان یا بر روی هاگ‌رُست‌های مختلف در گونه‌های دوپایه ایجاد شوند.

## تولیدمثل
ناجورهاگ یک رویداد کلیدی در فرگشت گیاهان فسیلی و بازمانده بود. حفظ بزرگ‌هاگ‌ها و پراکندگی ریزهاگ‌ها امکان راهبردهای پراکندگی و استقرار تولیدمثل را فراهم می‌کند. این توانایی سازگاری ناجورهاگ موفقیت باروری را افزایش می‌دهد زیرا هر نوع محیطی به نفع داشتن این دو استراتژی است. ناجورهاگ از وقوع خودباروری در گامتوفیت جلوگیری می‌کند، اما جفت‌گیری دو گامتوفیت را که از هاگ‌رُست مشابهی منشا گرفته‌اند، متوقف نمی‌کند. این نوع خاص از خودبارورسازی به‌عنوان خودباروری هاگ‌رُست نامیده می‌شود و در گیاهان موجود بیشتر در بین بازدانگان رخ می‌دهد. در حالی که ناجورهاگ از وقوع همخونی شدید جلوگیری می‌کند، به‌طور کلی از همخونی جلوگیری نمی‌کند، زیرا هنوز هم می‌تواند اتفاق بیفتد.
یک مدل کامل برای منشاء ناجورهاگ، معروف به مدل هایگ وستوبی (Haig-Westoby) ارتباطی بین حداقل اندازه هاگ و تولیدمثل موفق گامتوفیت‌های دوجنسی برقرار می‌کند. برای عملکرد ماده، با افزایش حداقل اندازه هاگ، شانس تولیدمثل موفقیت‌آمیز افزایش می‌یابد. برای عملکرد نر، با افزایش حداقل اندازه هاگ، موفقیت باروری تغییر نمی‌کند.